# عبد اللطيف لوديي
عبد اللطيف لوديي هو سياسي مغربي، ويشغل منصب الوزير المنتدب لدى رئيس الحكومة المكلف بإدارة الدفاع الوطني. في ماي 2025، عين واليا لبنك المغرب خلفا لعبد اللطيف الجواهري.

## مسيرته
تقلد العديد من المناصب والمسؤوليات في في مؤسسات مالية عمومية، بدأ حياته المهنية كقاض بمدينة الدار البيضاء، كما عين رئيسا لمحكمة الدرجة الأولى في المحمدية، بعدها أوكلت إليه رئاسة إدارة السجون، ثم شغل بعدها منصب رئيس الخزانة والمالية الخارجية بين 1998 و2003، وأمين عام لوزارة المالية بين 2003 و2010.
وفي 2 ديسمبر 2010 عينه الملك محمد السادس وزيراً منتدباً لدى الوزير الأول مكلفاً بإدارة الدفاع الوطني في حكومة الفاسي، خلفاً لعبد الرحمان السباعي الذي توفي في 22 أكتوبر 2010، كما شغل نفس المنصب منذ 3 يناير 2012 في حكومة بنكيران، وشغل أيضاً نفس المنصب في حكومة العثماني.

## التطبيع مع اسرائيل
في سنة 2022 استقبل عبد اللطيف لوديي، كوزير الدفاع المغربي رئيس الأركان الإسرائيلي الجنرال أفيف كوخافي في زيارة رسمية هي الأولى له،  وسط رفض كبير من طرف الشعب المغربي للتطبيع مع اسرائيل المتورطة في جرائم حرب ضد الفلسطينيين.    